# 앙리 베크

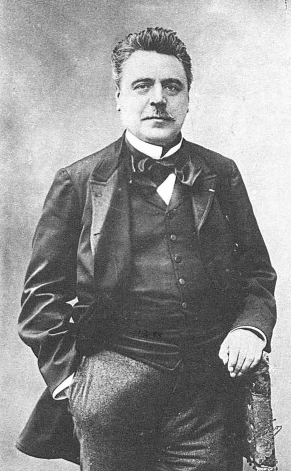
앙리 베크

앙리 베크(Henry François Becque, 1837년 4월 9일 ~ 1899년 5월)은 프랑스의 극작가·비평가다.
처음에는 유럽에 유행했던 오지에, 뒤마 피스, 사르두 등 이른바 '잘 만들어진 희곡'의 영향 아래 극작을 했으나 1882년에 현실생활의 충실한 묘사를 내용으로 하는 <까마귀떼>로 프랑스 연극사상 하나의 전환점을 만들었다. 계속해서 쓴 <파리의 여자>(1885)도 베크의 날카로운 인간관찰과 뛰어난 극작술을 나타내는 걸작이다. 베크는 앙투안의 자유극장에 의한 최초의 사실파 극작가로 지목되나 연극을 17세기의 전통으로 되돌리기를 주장하고 <까마귀떼> 이후의 작품에서 프랑스 고전주의 연극으로 돌아갔다고도 생각할 수 있겠다.